# Benimantell
Benimantell ist eine Gemeinde im Südosten von Spanien in der Provinz Alicante in der Valencianischen Gemeinschaft. 2024 hatte die Gemeinde 548 Einwohner.

## Geografie
Die Gemeinde grenzt an die Gemeinden Beniardá, Benidorm, Benifato, Castell de Castells, Finestrat, Guadalest, Polop und Sella.

## Geschichte
Dieser Weiler muslimischen Ursprungs wurde nach der christlichen Eroberung Mitte des 13. Jahrhunderts von Guadalest abhängig. Nach der Vertreibung der Mauren im Jahr 1609 wurde sie von Christen, hauptsächlich aus Aragonien, neu besiedelt. Im 18. Jahrhundert erlebte die Stadt ein beachtliches Bevölkerungswachstum und erreichte Mitte des 19. Jahrhunderts eine Einwohnerzahl von 1012 Personen. Seitdem hat die Stadt jedoch eine kontinuierliche Entvölkerung erlitten.

## Demografie
| 1842 | 1900 | 1930 | 1950 | 1970 | 1981 | 1991 | 2001 | 2011 |
| ---- | ---- | ---- | ---- | ---- | ---- | ---- | ---- | ---- |
| 984  | 962  | 881  | 779  | 491  | 425  | 453  | 402  | 483  |